# Kanton Menton-Est
Kanton Menton-Est (fr. Canton de Menton-Est) je francouzský kanton v departementu Alpes-Maritimes v regionu Provence-Alpes-Côte d'Azur. Tvoří ho dvě obce.

## Obce kantonu
- Castellar
- Menton (východní část)